# Oriopsis cincta
Oriopsis cincta är en ringmaskart som beskrevs av Hartmann-Schröder 1986. Oriopsis cincta ingår i släktet Oriopsis och familjen Sabellidae. Inga underarter finns listade i Catalogue of Life.